# Gyulu
Gyulu (tyb.), Joga Ciała Iluzorycznego – praktyka religijna buddyzmu Diamentowej Drogi, prowadząca do widzenia wszystkich zjawisk jako podobnych do mirażu czy magicznych wytworów. Jej celem jest mistrzowskie panowanie nad wszystkimi zjawiskami. Jest to jedna z Sześciu Jog Naropy.